# Берија (Јужна Каролина)
Берија (енгл. Berea) насељено је место без административног статуса у америчкој савезној држави Јужна Каролина.

## Демографија
По попису из 2010. године број становника је 14.295, што је 137 (1,0%) становника више него 2000. године.
| Група             | 2000.         | 2010.         |
| Белци             | 9.633 (68,0%) | 7.694 (53,8%) |
| Афроамериканци    | 2.257 (15,9%) | 2.586 (18,1%) |
| Азијати           | 207 (1,5%)    | 177 (1,2%)    |
| Хиспаноамериканци | 1.902 (13,4%) | 3.630 (25,4%) |
| Укупно            | 14.158        | 14.295        |